# NR-1
Die NR-1 war ein Forschungs-U-Boot der United States Navy. Es wurde 1969 in Betrieb genommen und am 21. November 2008 außer Dienst gestellt. Als einziges Forschungs-U-Boot weltweit hatte die NR-1 einen Nuklearantrieb, was ihr wochenlange Tauchfahrten erlaubte. Herkömmlich angetriebene Boote müssen im Gegensatz dazu schon nach wenigen Stunden auftauchen. Das U-Boot konnte bis zu 915 Meter tief tauchen und Räder ausfahren, um so auf dem Meeresgrund zu verharren.
Die NR-1 wurde sowohl für militärische – zum Teil noch immer der Geheimhaltung unterliegende – wie auch zivile Zwecke eingesetzt. Mit ihrem Greifarm konnte sie Gegenstände vom Meeresboden bergen, wie etwa Wrackteile nach der Explosion des Space Shuttles Challenger. Außerdem wurde sie zur Vermessung des Meeresbodens, unter anderem des Mittelatlantischen Rückens, eingesetzt.

## Geschichte

### Planung und Bau
Der Bau der NR-1 wurde Anfang der 1960er Jahre unter höchster Geheimhaltung durch John P. Craven und Hyman Rickover, dem Leiter der Regierungsbehörde für Schiffsreaktoren (NAVSEA-08), vorangetrieben. 1965 kündigte Präsident Lyndon B. Johnson an, dass die Navy ein atomgetriebenes Forschungs-U-Boot bauen wolle, und betonte dabei vor allem die Vorteile der Antriebsanlage bei der Erforschung des Meeresgrundes.
Das zur Entwicklung benötigte Geld zweigte Rickover teilweise von anderen Projekten wie einem Finanzierungskorb des Polaris-Projekts ab, um die oft langwierige Bewilligung durch den Kongress zu umgehen und möglichst wenig Informationen über das Schiff an die Öffentlichkeit dringen zu lassen. Bis zum Stapellauf wurden für das Projekt 99,2 Millionen US-Dollar aufgewendet, davon 67,5 Millionen für den Bau, 19,9 Millionen für Sensoren und 11,8 Millionen für Forschung und Entwicklung. Die Gesamtkosten veröffentlichte die Navy nie.
Im Sommer 1967 wurde die NR-1 auf Kiel gelegt; Bauwerft war Electric Boat. Anfang 1969 lief das Forschungs-U-Boot vom Stapel; Taufpate war Rickover persönlich. Den Sommer über testete die Navy das Boot und nahm es noch im selben Jahr in Betrieb, stellte es aber nie offiziell in Dienst. So wurde es nicht auf die vom US-Kongress genehmigte Flottengröße angerechnet und zudem der Kontrolle der Politik entzogen, so dass Rickover sich den größtmöglichen Einfluss auf „sein“ Boot sichern konnte. Außerdem bekam das Boot nie einen Namen zugewiesen. Innerhalb der Navy wird es Nervin genannt, als schnelle Aussprache der Nummer. Heimatstützpunkt war die Naval Submarine Base New London.

### Einsätze
Die NR-1 war ab 1969 an mehreren Forschungs- und Bergungsoperationen beteiligt. Viele der militärischen Einsätze im Kalten Krieg unterliegen allerdings der Geheimhaltung. Zu solchen Einsätzen dürfte neben der Bergung von militärisch bedeutsamen Gegenständen gegnerischer Streitkräfte vom Meeresboden auch die Wartung von Sensoren des SOSUS-Lauschsystems gehört haben. Bekannt geworden sind jedoch mehrere zivile Fahrten und einige militärische Einsätze der NR-1.

#### Zivile Einsätze

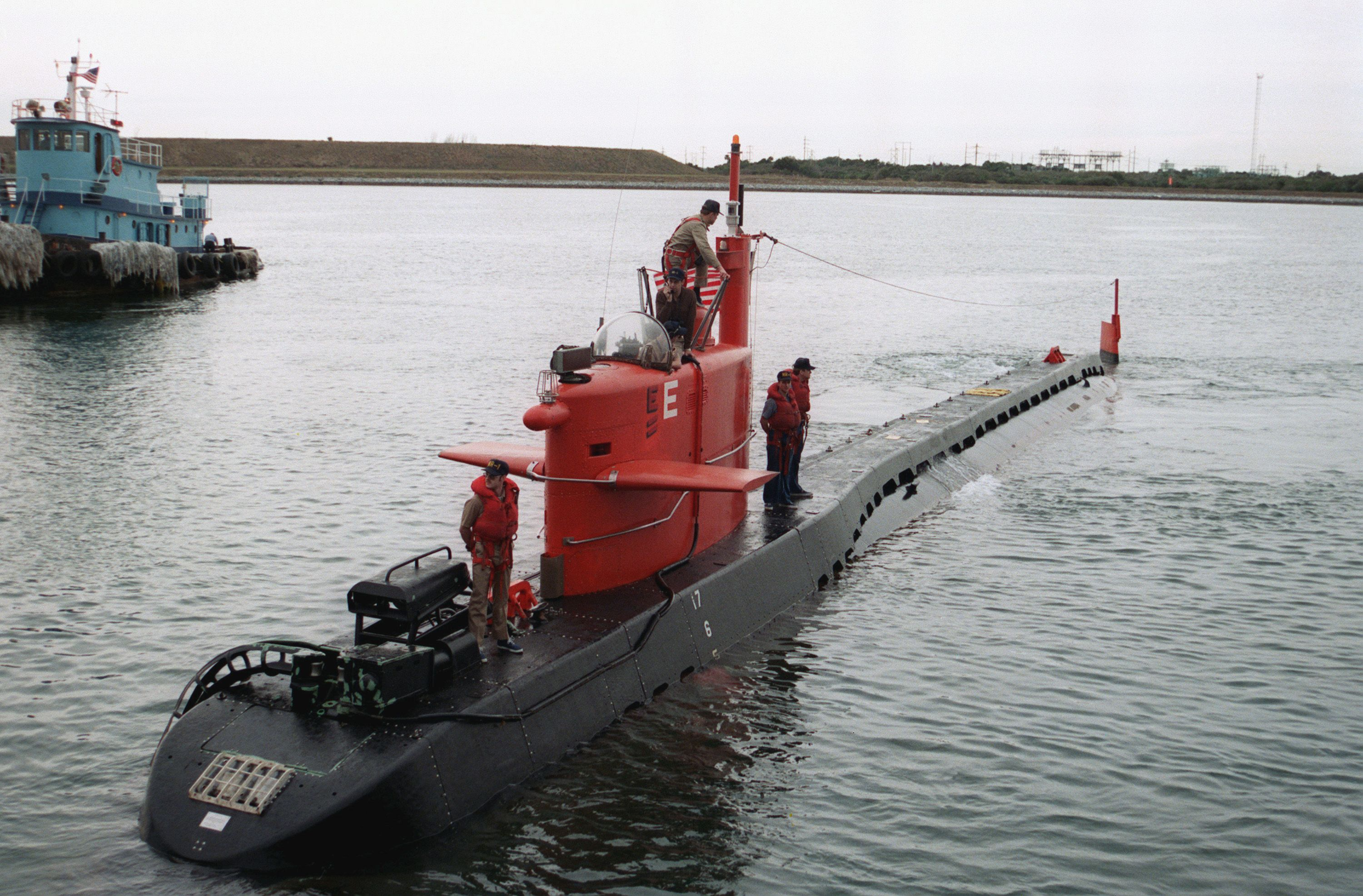
Die NR-1 im Hafen von Port Canaveral (1986)

Erste bekannte zivile Fahrten fanden 1972 statt, als NR-1 genutzt wurde, um geologische und ozeanographische Untersuchungen an der Neufundlandbank und dem Hudson Canyon vor dem New Yorker Hafen durchzuführen. Im Jahr darauf wurde die NR-1 am Blake Plateau vor South Carolina und später vor Puerto Rico eingesetzt. 1977 tauchte das Boot zur Vermessung des Mittelatlantischen Rückens vor Island ab. Auf einer dieser Fahrten erlitt der Geologe Bruce C. Heezen einen Herzinfarkt, an dessen Folgen er an Bord verstarb.
1980 folgten weitere Tauchfahrten am Blake Plateau, wo die NR-1 zur Untersuchung des Bodens nach Erzknollen eingesetzt wurde. Im Jahr darauf nutzte das Lamont-Doherty Earth Observatory die NR-1 für Untersuchungen. In den folgenden Jahren untersuchte die NR-1 unter anderem den Schluffdrift des Kontinentalschelfs, die Auswirkungen von Verklappung auf die Unterwasserlandschaft (im Auftrag der National Oceanic and Atmospheric Administration und des National Undersea Research Program) sowie für den United States Geological Survey Dolinen am Blake Plateau. Nach der Challenger-Katastrophe 1986 suchte, identifizierte und barg die NR-1 wichtige Teile des Shuttles, die von der NASA zur Ursachenforschung benötigt wurden.
Um 1990 durften die Texas A&M University und die University of Maine NR-1 für Unterwasserforschungen verwenden. 1993 untersuchte das Boot Pipelines im Atlantik auf fehleranfällige Teilstücke. 1995 tauchte Robert Ballard in der NR-1 zum Wrack der Britannic. Außerdem entdeckte die NR-1 mehrere Wracks von römischen Schiffen im Mittelmeer. Um den Jahreswechsel 1995/1996 fuhr die NR-1 mehrmals vor den Florida Keys, bevor sie 1996 wieder in europäische Gewässer verlegt wurde. Das Boot half bei der Vermessung norwegischer Fjorde, wobei mehrere Wracks von Weltkriegs-Kriegsschiffen entdeckt wurden, darunter allein 26 innerhalb des Hafens der Stadt Bergen. 1997 fuhr Robert Ballard zu ozeanographischen Untersuchungen im Mittelmeer auf NR-1. 1999, nach dem Absturz von EgyptAir-Flug 990, untersuchte die NR-1 wiederum das Wrack der havarierten Boeing 767. 2002 untersuchte die NR-1 das Wrack der Monitor, 2007 erkundete sie das Flower Garden Banks National Marine Sanctuary im Golf von Mexiko.
Ihr letzter Einsatz startete im Juni 2008 mit der Suche nach dem Wrack der Bonhomme Richard, dem Flaggschiff von John Paul Jones aus dem Amerikanischen Unabhängigkeitskrieg. Am 23. Juli kehrte das Boot nach New London zurück. Die NR-1 untersuchte während dieser Fahrt 26 zuvor per Sonar identifizierte Wracks. Von diesen hielt die Besatzung eines für einen passenden Kandidaten, der im Folgenden näher untersucht wurde. Letztlich stellte sich jedoch heraus, dass alle Wracks neueren Datums waren.

#### Militärische Einsätze
Einige der militärischen Einsätze sind öffentlich bekannt geworden. Dazu zählt einer der ersten Einsätze 1970. Die NR-1 fuhr in den Gewässern um die Azoren, wo sie beim Aufbau der Azores Fixed Acoustic Range half, einer NATO-Installation zur Erforschung von Schallausbreitung unter Wasser. Obwohl das Boot öffentlich einsehbar im Hafen von Ponta Delgada lag, drängte Rickover darauf, es aus sämtlichen Pressemitteilungen herauszuhalten.
Bekannt geworden ist außerdem, dass die Navy die NR-1 einsetzte, um eigene Technologie vom Meeresgrund zu bergen. 1976 rollte eine F-14 Tomcat mit den damals recht neuen Langstreckenraketen vom Typ AIM-54 Phoenix vom Flugdeck der John F. Kennedy ins Meer und lag rund 500 Meter tief unter der Wasseroberfläche. Die NR-1 barg damals sensible Teile, unter anderem die Raketen. 1979 und 1985 barg sie Teile einer der ersten abgefeuerten U-Boot-gestützten ballistischen Raketen vom Typ UGM-93A Trident I. 1984 wurde das starke Sonar eingesetzt, um einen Propeller zu lokalisieren, den ein Raketen-U-Boot verloren hatte.
1994 unterstützte die NR-1 die Air Force bei den Untersuchungen der Absturzursache bezüglich einer F-15 Eagle, indem sie die Schleudersitze und weitere Ausrüstung barg. Die US-Streitkräfte konnten so zusätzlich verhindern, dass diese Wracks und deren Ausrüstung in die Hände von gegnerischen Streitkräften oder Waffenhändlern fallen konnten.
1997 suchte sie nach dem Wrack des 1968 gesunkenen israelischen U-Bootes Dakar.

### Außerdienststellung und Verbleib

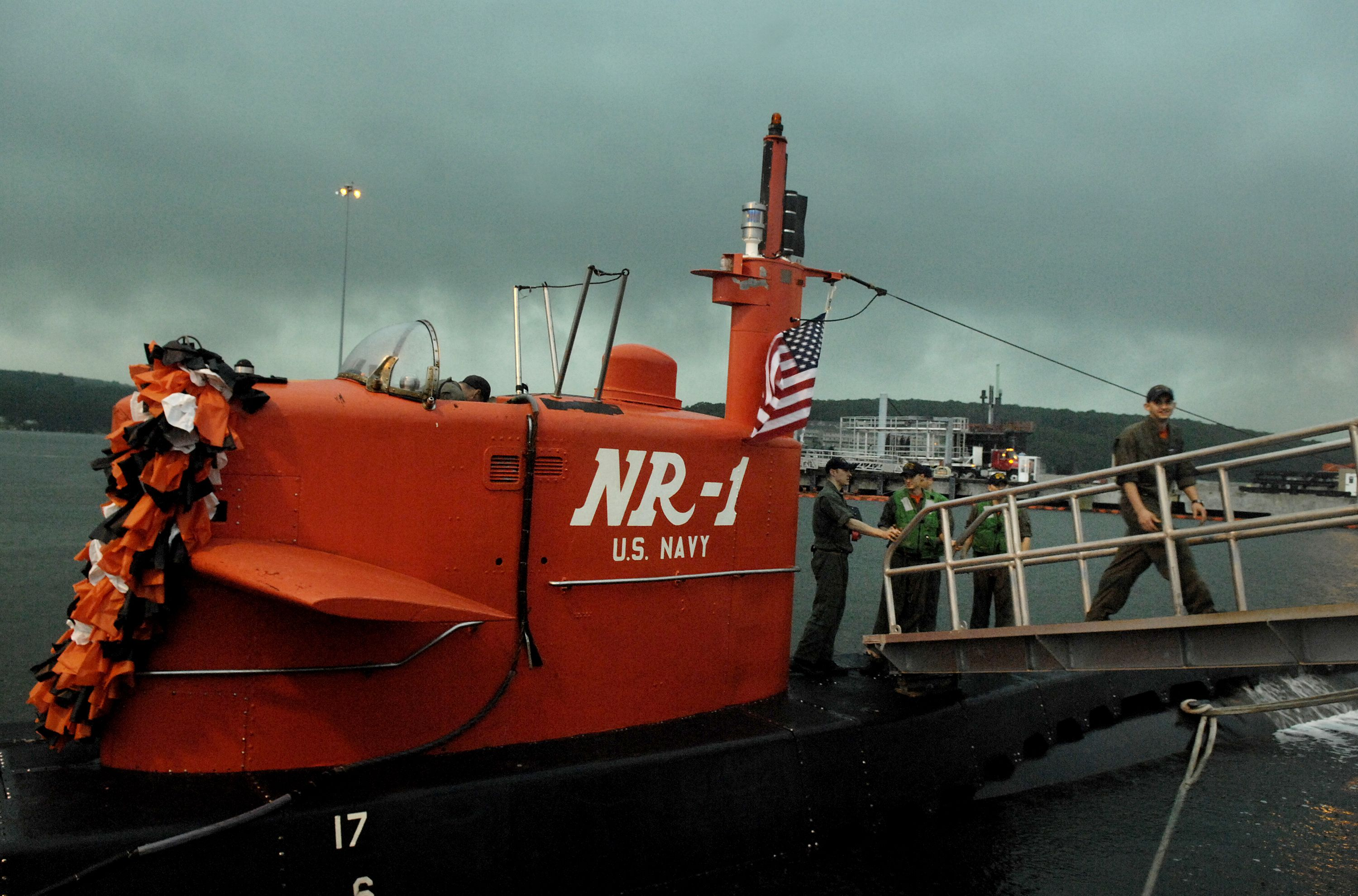
Die Crew verlässt die NR-1 nach der letzten Fahrt (2008)

Nach der letzten Fahrt wurde die NR-1 im September 2008 in die Portsmouth Naval Shipyard geschleppt, um dort auf ihre Außerdienststellung vorbereitet zu werden. Eine formelle Zeremonie fand am 21. November 2008 statt. Nach der Entnahme des Kernbrennstoffs in der Portsmouth Naval Shipyard erfolgte die Verschrottung im Puget Sound Naval Shipyard. Turm, Propeller, Ruder und Greifarm der NR-1 werden seit 2015 im Submarine Force Library and Museum in Groton, Connecticut ausgestellt.
Der Kontrollraum der NR̠-1 war vor der Verschrottung des Bootes in seiner Gesamtheit ausgebaut worden und wurde am 8. Mai 2018 dem United States Naval Undersea Museum übereignet, das sich in  Keyport, Washington befindet. Er wird in diesem Museum verwahrt, bis er im Rahmen der Ausstellung der Öffentlichkeit zugänglich gemacht werden wird.
Ursprünglich war vorgesehen, die NR-1 bis 2012 zu betreiben und erst dann über eine notwendige Überholung oder den Bau eines Nachfolgeschiffs zu entscheiden. Die Rand Corporation entwickelte im Auftrag des Naval Sea Systems Command bereits 2002 ein Operationskonzept, das als Grundlage für einen möglichen Nachfolger NR-2 dienen sollte. Letztlich entschied die Navy aber, dass sie kein weiteres nukleargetriebenes Forschungs-U-Boot finanzieren wolle.

## Technik

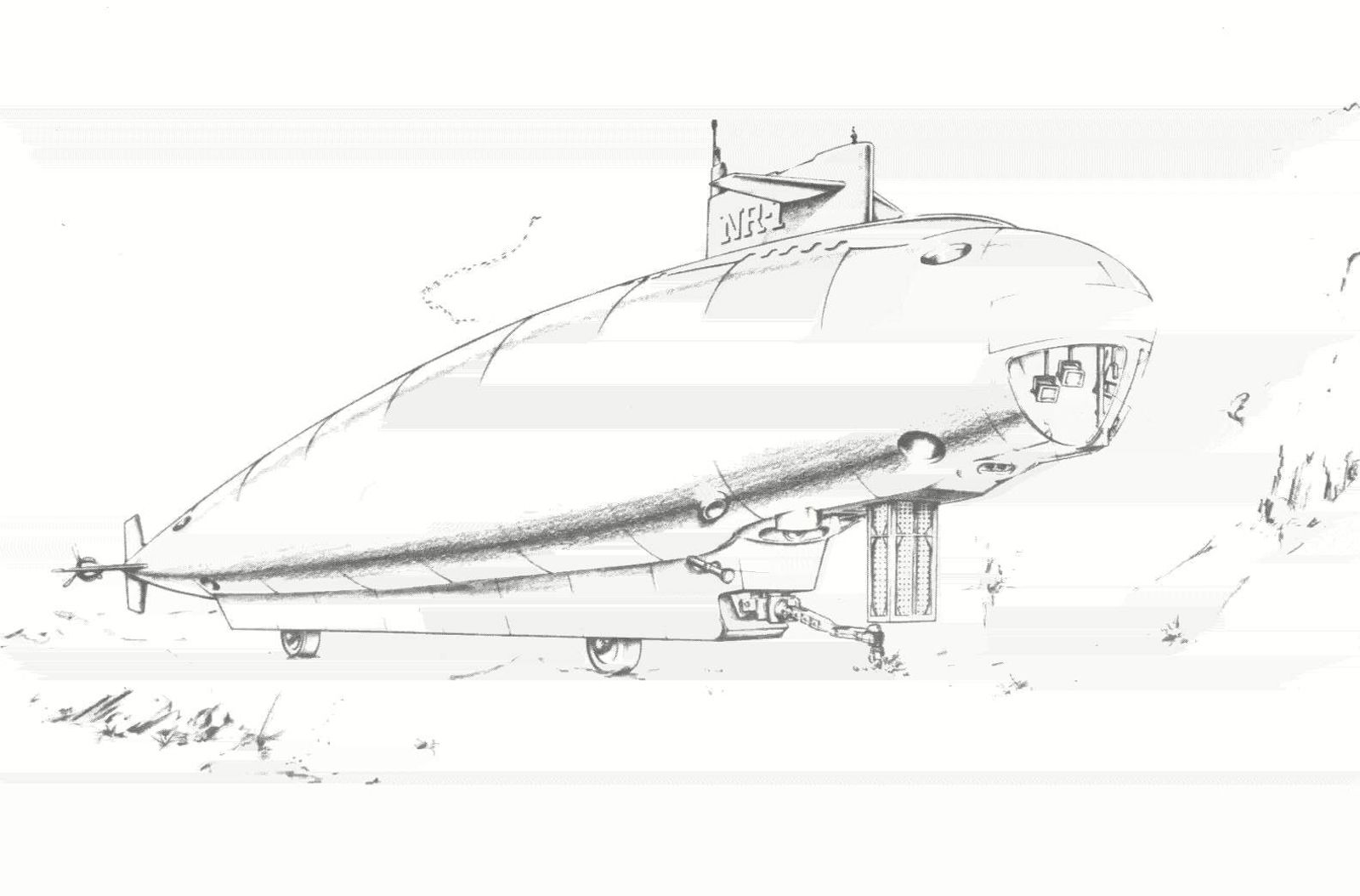
Frühe Entwurfsskizze des NR-1 mit Rädern und Manipulatorarm

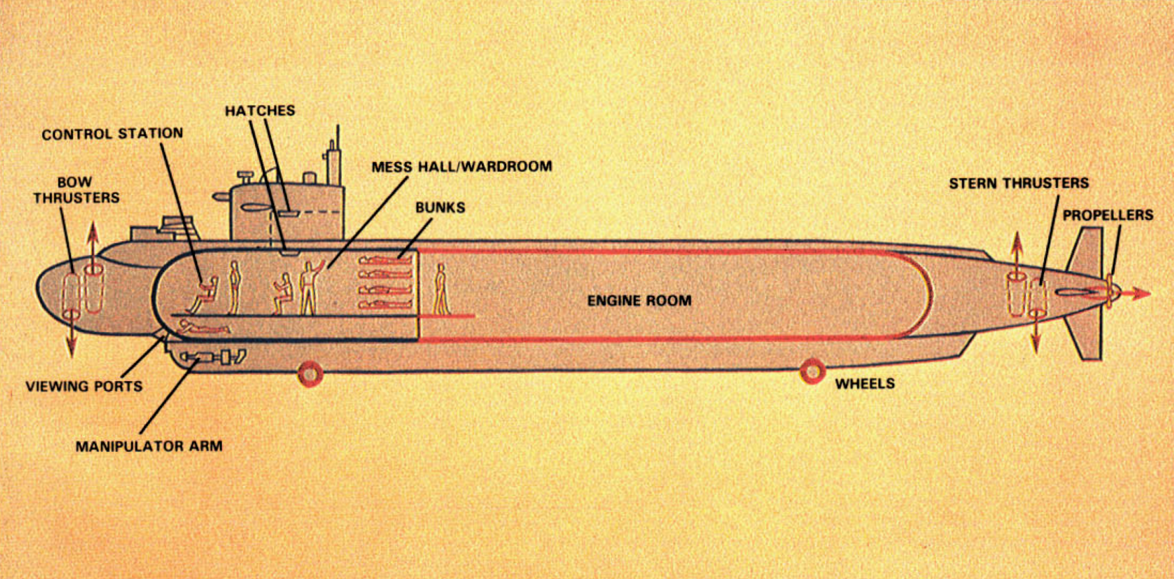
Zeichnung der inneren Aufteilung und Antriebe

### Rumpf

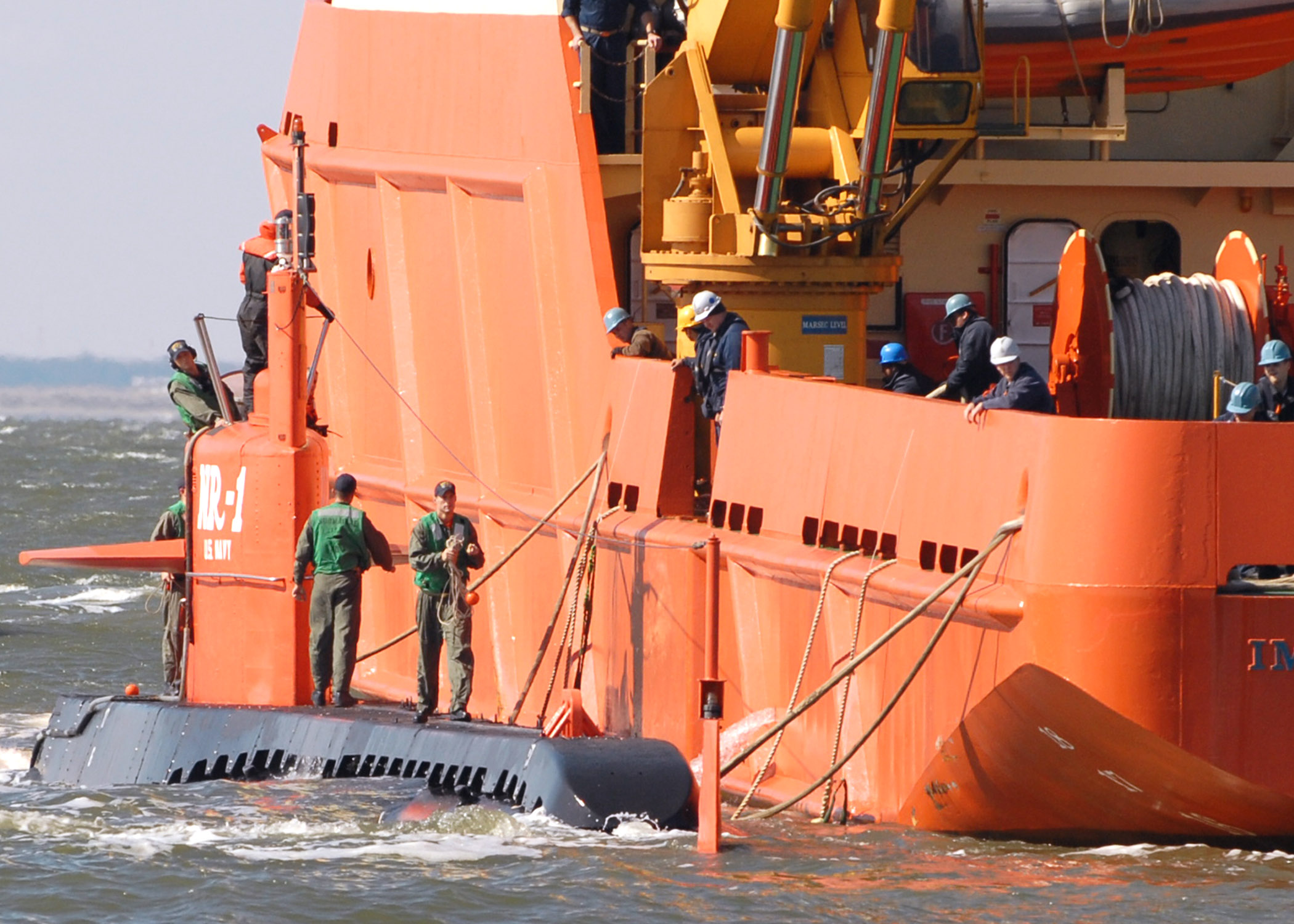
NR-1 mit ihrem Tender, der Carolyn Chouest

Die NR-1 hatte eine Länge über alles von 45,2 Metern; der Druckkörper war 29,3 Meter lang, wovon rund zwei Drittel auf das Antriebssystem entfielen. An der breitesten Stelle maß das U-Boot 4,2 Meter; der Tiefgang lag bei 4,6 Metern. Die Verdrängung des kleinen Bootes lag bei unter 400 Standardtonnen (ts). Die NR-1 besaß wie reguläre, militärisch genutzte U-Boote einen Turm, der rund zwei Meter hoch war und auf dem sich die Einstiegsluke befand. Außerdem waren dort die Tiefenruder angebracht, ebenso das Periskop. Um das Boot optisch besser ausmachen zu können, waren der Turm und das achtere Ruderkreuz orange lackiert.
Der Rumpf bestand aus hochfestem HY-80-Stahl, wie er auch bei militärisch genutzten U-Booten der Zeit (etwa der Los-Angeles-Klasse) verwendet wurde. Damit lag die maximale Streckgrenze (high yield) bei 80.000 Pound-force per square inch (ca. 550 N/mm²). Mit einer Tauchtiefe von bis zu 915 Metern konnte die NR-1 aber wesentlich tiefer tauchen als reguläre U-Boote. Deren Tauchtiefe liegt bei etwa 300 Metern.
Um im Notfall zusätzlich Auftrieb zu besitzen, trug die NR-1 rund zehn Tonnen Bleischrot mit sich, der dann abgeworfen werden konnte.

### Antrieb
Die Besonderheit der NR-1 war ihr Kernreaktor. Dieser wurde vom Knolls Atomic Power Laboratory entworfen und lud über einen Turbogenerator Akkus auf, die wiederum zwei außerhalb der Druckhülle liegende 50-PS-Elektromotoren mit zwei Schrauben antrieben. Die NR-1 verwendete also einen turbo-elektrischen Antrieb, wie ihn bei der US Navy ansonsten nur die Tullibee und die Glenard P. Lipscomb besaßen. Die Geschwindigkeit unter Wasser lag bei unter vier Knoten; über Wasser konnten leicht höhere Geschwindigkeiten erreicht werden.
Die Steuerung erfolgte über konventionelle Tiefen- und Seitenruder; neben dem Tiefenruder am Turm steuerten in einem Steuerkreuz am Heck angebrachte Ruder die NR-1. Außerdem besaß das Boot je zwei Strahlruder an Bug und Heck. Die Strahlruder waren jeweils diagonal zu beiden Seiten angeordnet.
Der Reaktor wurde erstmals während einer Überholung 1990 bis 1992 aufgefüllt. Da eine Füllung mit Kernbrennstoffen rund zwanzig Jahre ausreicht, hätte das Boot aus diesem Gesichtspunkt also noch bis 2012 betrieben werden können.

### Ausrüstung
Zum Auffinden von Objekten am Meeresgrund besaß die NR-1 starke, nach vorn und seitwärts gerichtete Sonaranlagen. Zur Ermittlung der Geschwindigkeit über Grund diente ein Sonar, das nach dem Dopplereffekt arbeitete. Für die Forschung besaß das Boot mehrere Bewegt- und Standbildkameras sowie starke Scheinwerfer zur Ausleuchtung des Meeresgrundes. Sowohl seitlich als auch nach unten gerichtet, befanden sich Beobachtungsfenster, die es der Besatzung erlaubten, die Umgebung zu beobachten. Ein einziehbarer, ferngesteuerter Greifarm konnte Gegenstände in einem Korb ablegen und so vom Meeresgrund bergen.
Um längere Zeit direkt über dem Boden verharren zu können, war das Boot mit zwei ausfahrbaren Rädern mit alkoholbefüllten Lkw-Reifen von Goodyear ausgerüstet.
Anders als herkömmliche U-Boote dieser Zeit besaß die NR-1 als Periskop – im Gegensatz zum üblichen Spiegelsystem – einen Kameramast.

## Besatzung und Einsatzprofil

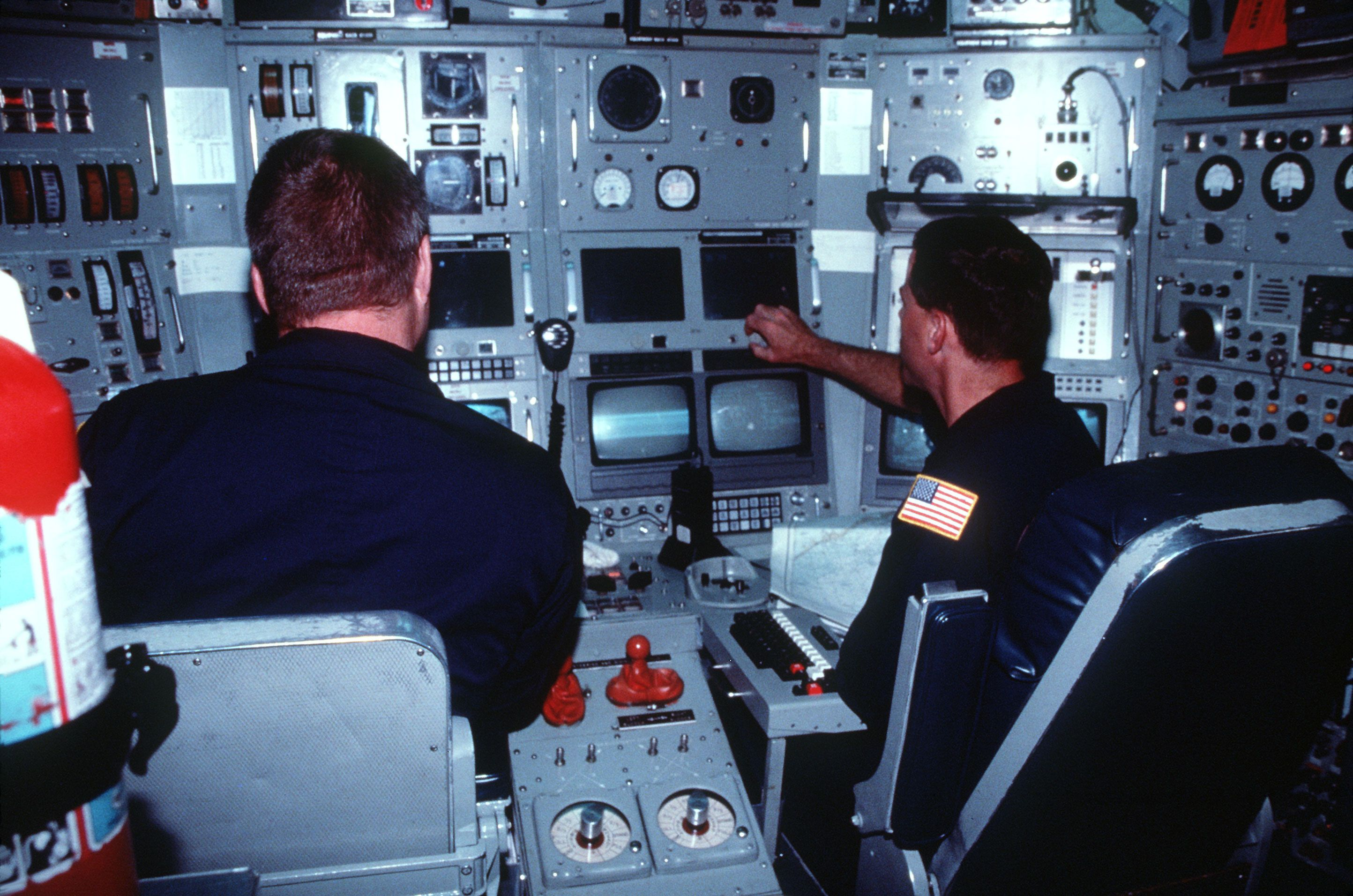
Blick auf Bedienungspulte in der NR-1

Die NR-1 wurde von zwei Offizieren und drei Mannschaftsdienstgraden gesteuert; gewöhnlich befanden sich zusätzlich zwei Wissenschaftler an Bord. Es gab drei Kojen, welche schichtweise von der Besatzung genutzt wurden. Maximal konnte die NR-1 13 Personen aufnehmen.
Die maximale Tauchdauer, die bei normalen Forschungs-U-Booten oft nur wenige Stunden beträgt, erreichte bei der NR-1 bis zu 330 Personentage. Ununterbrochene Forschungsfahrten von einem Monat waren also problemlos möglich. Dies wurde durch den Einsatz des Kernreaktors erreicht. Die maximale Tauchdauer war also nur durch die Versorgung der Mannschaft mit Nahrung und Sauerstoff beschränkt. Da das häufige Auf- und Abtauchen entfiel, war die NR-1 außerdem nicht von beständigem Wetter abhängig. Außerdem entfiel die Zeit, die herkömmliche Forschungs-U-Boote benötigen, um ihre Batterien wieder aufzuladen.
Die NR-1 arbeitete mit einem Tender zusammen. Für diese Aufgabe hatte die Navy über das Military Sealift Command seit 1994 die MV Carolyn Chouest gechartert. Auf dieser lebten die Besatzungsmitglieder während der Fahrt; außerdem diente sie als Lager für Ausrüstung und als Kommunikationsrelais.
Aufgrund ihrer geringen Eigengeschwindigkeit wurde die NR-1 auch von diesem Schiff in ihr Einsatzgebiet geschleppt. Die maximale mögliche Geschwindigkeit im Schlepp lag so bei sechs Knoten. Für verdeckte Operationen konnte die NR-1 auch getaucht von einem anderen U-Boot mit rund vier Knoten geschleppt werden.